# Kevin Clash
Pour les articles homonymes, voir Clash.
Kevin Clash, est un acteur, marionnettiste, producteur et réalisateur américain né le 17 septembre 1960 à Baltimore, dans le Maryland, aux États-Unis.
Il est notamment la voix des Muppets Elmo, Clifford (en) et Hoots the Owl (en).

## Biographie
Clash a développé un intérêt pour le marionnettisme à un âge précoce. Malgré être d'origine modeste, il est encouragé par sa mère à poursuivre sa passion et à entrenir sa créativité. Ainsi, dès l'adolescence, il joue dans des émissions pour enfants de la télévision locale de sa ville natale de Baltimore. Il a rejoint la distribution de Captain Kangaroo au début des années 1980 et a commencé à jouer sur Sesame Street en 1984. Il était le cinquième marionnettiste à jouer Elmo, devenu son personnage de signature, et a également été producteur exécutif et réalisateur de la série. Clash a travaillé dans diverses productions avec The Jim Henson Company et occasionnellement sur d'autres projets. L'autobiographie de Clash, My Life as a Furry Red Monster, a été publiée en 2006 ; il a ensuite fait l'objet du documentaire Being Elmo: A Puppeteer's Journey (2011). Il a démissionné de Sesame Street le 20 novembre 2012 après des allégations d'inconduite sexuelle, qu'il a toutes démenties, et a ensuite été licencié en raison de l'expiration du délai de prescription. Clash est retourné au marionnettisme en tant qu'interprète secondaire dans la comédie The Happytime Murders (2018).

## Filmographie

### comme acteur
- 1981 : The Great Space Coaster (série télévisée) : Goriddle Gorilla (voix)
- 1985 : Suivez cet oiseau (Sesame Street Presents: Follow that Bird) : Additional Muppet Performer / Board of Birds / Elmo (uncredited) (voix)
- 1969 : 1, rue Sésame (Sesame Street) (série télévisée) : Elmo (1985-) / Hoots the Owl (1985-1999) / Baby Natasha (1988-) / Benny the Bunny (1991-1998, 2001, 2002) / Wolfgang the Seal (1988-1999) / The Duck (1990-) / Kingston Livingston III (1992-1998) / Grandhigh-Triangle-Lover (1996-1999) / Mel (2001-) / Additional Muppets (1985-) (voix)
- 1986 : The Tale of the Bunny Picnic (TV) : Father / Bebop / Baby Bunny (voix)
- 1986 : Learning About Letters (vidéo) : Cow / a boy (voix)
- 1986 : Learning About Numbers (vidéo) : Chip Cat / Honker (voix)
- 1986 : Labyrinthe (Labyrinth) : The Four Guards / Firey 1 / Ambrosius (voix)
- 1987 : A Muppet Family Christmas (en) (TV) : Elmo (voix)
- 1988 : Sesame Street Special (TV) : Elmo / Hoots the Owl /  (voix)
- 1988 : Wow, You're a Cartoonist! (vidéo) : P.J., Art, Luncheon Counter Monster
- 1989 : The Jim Henson Hour (série télévisée) : Leon / Clifford / Ace Yu (voix)
- 1990 : Les Tortues ninja (Teenage Mutant Ninja Turtles) : Splinter (voix)
- 1990 : The Muppets at Walt Disney World (TV) : Clifford (voix)
- 1990 : The Muppets Celebrate Jim Henson (TV) : Clifford / Elmo / Hoots the Owl (voix)
- 1991 : Les Tortues Ninja 2 (Teenage Mutant Ninja Turtles II: The Secret of the Ooze) : Splinter (voix)
- 1991 : La Famille Torkelson (The Torkelsons) (série télévisée) : Additional Voices (voix)
- 1993 : For Our Children (vidéo) : Baby Sinclair (voix)
- 1993 : For Our Children: The Concert (TV) : Baby Sinclair
- 1993 : Les Crocs malins (Dog City) (série télévisée) : Eliot Shag (voix)
- 1994 : It's Not Easy Being Green (vidéo) : Clifford / Billy Bunny / Rabbit (voix)
- 1994 : Sesame Street Jam: A Musical Celebration (TV) : Elmo (voix)
- 1994 : Basil Hears a Noise (vidéo) : Elmo
- 1995 : Mr. Willowby's Christmas Tree (en) (TV) : Father (voix)
- 1996 : L'Île au trésor des Muppets (Muppet Treasure Island) : Bad Polly / Spa'Am / Black Dog / Chicken / Fozzie Bear (assistant) (uncredited) / Lolleyed Pike (uncredited) / Miss Piggy (assistant) (uncredited) / Monkey (uncredited) / Pirate (uncredited) / Real Old Tom (uncredited) / Sam Eagle (assistant) (uncredited) (voix)
- 1996 : Les Muppets (Muppets Tonight) (série télévisée) : Clifford (1996-1998) / Mulch (1996-1998) / Additional Muppets (1996-1998) (voix)
- 1998 : Sesame Street 'A Is for Asthma' (vidéo) : Elmo
- 1999 : Les Muppets dans l'espace (Muppets from Space) : Clifford (voix)
- 1999 : Elmo au pays des grincheux (The Adventures of Elmo in Grouchland) : Elmo / Pestie / Grouch Jailer / Grouch Cab Driver (voix)
- 2000 : Elmo's Musical Adventure (série télévisée) : Elmo (voix)
- 2002 : Joyeux muppet show de Noël (It's a Very Merry Muppet Christmas Movie) (TV) : Sam the Eagle (voix)
- 2003 : Oobi (série télévisée) : Additional Puppeteer - Randy (voix)
- 2003 : Sesame Street 4D : Elmo
- 2004 : What's the Name of That Song (vidéo) : Elmo
- 2005 : Le Magicien d'Oz des Muppets (The Muppets' Wizard of Oz) (TV) : Clifford (voix)

### comme producteur
- 1999 : Elmo au pays des grincheux (The Adventures of Elmo in Grouchland)
- 2003 : Sesame Street 4D
- 2004 : What's the Name of That Song (vidéo)

### comme réalisateur
- 2004 : Sesame Street Presents: The Street We Live On (TV)